# Инн (река)
Инн (нем. Inn, лат. Aenus, Oenus) — река, берущая своё начало в Швейцарии, где она вытекает из озера Лунгин на высоте 2484 м, возле перевала Малоя, а затем течёт по территории Австрии и Германии. Является правым притоком Дуная и впадает в него в городе Пассау, в месте слияния трёх рек (Дуная, Инн и Ильца). Устье находится на высоте 289,2 м над уровнем моря. Длина реки составляет 517 км, площадь водосборного бассейна — 26 063 км². Средний расход воды в Пассау — 512 м³/с.
Название реки — кельтского происхождения. Впервые упоминается у Тацита (как Aeni). Согласно Тациту, в I веке нашей эры река служила границей между ретами и жителями Норика.
Аллегория реки Инн, наряду с аллегориями трёх других рек, является одна из статуй Фонтана Афины (нем.), расположенного перед входом в здание австрийского парламента в Вене. Название реки Инн в немецком языке — мужского рода (der Inn), Дуная (Донау) — женского (die Donau), поэтому Инн изображена в виде мужской фигуры, Дунай в виде женской. 

## Расход воды
| Средний расход воды (м³/с) реки Инн по месяцам с 1921 по 2006 гг. (замеры производились на гидрологическом посту в Пассау) |